# Hélium (maison d'édition)
hélium est une maison d'édition française en grande partie spécialisée en littérature jeunesse, fondée en 2008 par Sophie Giraud, ancienne éditrice chez Naïve et intégrée en 2012 dans la société Actes Sud.

## Historique
Les éditions hélium ont été fondées en 2008 par Sophie Giraud qui, en est la directrice et l’éditrice. À ses côtés, Rozenn Samson est chargé de la promotion et des relations libraires et Elsa Giroux des coproductions et cessions étrangères.
Initié pendant les trois premières années avec le graphiste Gérard Lo Monaco, le catalogue hélium qui a fêté ses 10 ans de parution en 2019, est depuis 2012 accompagné par la graphiste, Katie Fechtmann rejoint ensuite par Philippe Bretelle.  
En novembre 2011, la maison d'édition indépendante est rachetée par Actes Sud. La société est dissoute en 2012 et hélium devient un département d’Actes Sud, avec un programme éditorial indépendant, et publie 30 ouvrages par an en majorité destinés à la jeunesse. La diffusion est prise en charge par l'équipe de représentants d'Actes Sud, mais la maison garde le même distributeur : UD-Flammarion.
La maison propose des formes de lecture multiples – de la manipulation du livre-objet à l’émerveillement du livre animé, de la contemplation des images à la lecture-jeu, de l’intériorité de la littérature à l’humour des dessins…
En 10 ans d’édition, hélium a constitué un catalogue de près de 300 titres. On compte parmi ses illustrateurs entre autres, Floc'h, Benjamin Chaud, Delphine Chedru, Joëlle Jolivet, Iris de Moüy, Laurent Moreau, Didier Cornille, Charles Berberian, Seymour Chwast, Milton Glazer, et des auteurs aussi divers que Jean-Luc Fromental, Maylis de Kérangal, Susin Nielsen, Matt Haig, François Bégaudeau, ou Julien Baer.
À partir de 2015, hélium étend ses publications à la littérature générale et aux beaux livres. Elle choisit d’explorer les liens que les différentes expressions artistiques entretiennent entre elles avec la collection de fiction Constellation, parmi lesquelles J’ai appris à ne pas rire du démon de Arno Bertina. hélium publie également des beaux livres (Alice aux Pays de Merveilles à travers l’œuvre de Yayoi Kusama), des livres sur la musique (Playlist de Charles Berberian, La Française Pop de Christophe Conte illustré par Charles Berberian) ou encore des livres d’artiste (Ce que je sais de la mort, ce que je sais de l’amour de Philippe Katerine).
Fin 2015, en pleine crise migratoire en Europe, hélium fait partie du collectif d'éditeurs jeunesse qui publie un livret sur les réfugiés.
En avril 2016, la maison d'édition publie une anthologie des chroniques écrites par Renaud pour le journal Charlie Hebdo.

### Articles
- "...de grandes maisons d’édition se déplaceront dans le Sud-Ouest : Actes Sud Junior, Albin Michel, Gallimard jeunesse, Hélium...", ActuaLitté, 9 avril 2016.
- Recueil de chroniques de Renaud paru au début du mois
- Alain Beuve-Méry, « Le groupe Actes Sud rachète les Editions Payot & Rivages », Le Monde,‎ 4 janvier 2013 (lire en ligne).